# Консанвоај
Консанвоај (фр. Consenvoye) насеље је и општина у североисточној Француској у региону Лорена, у департману Меза која припада префектури Верден.
По подацима из 2011. године у општини је живело 295 становника, а густина насељености је износила 18,61 становника/km². Општина се простире на површини од 15,85 km². Налази се на средњој надморској висини од 184 метара (максималној 382 m, а минималној 179 m).

## Демографија
| 1850. | 1962. | 1968. | 1975. | 1982. | 1990. | 1999. | 2011. |
| ----- | ----- | ----- | ----- | ----- | ----- | ----- | ----- |
| 850   | 322   | 364   | 310   | 280   | 280   | 286   | 295   |

График промене броја становника у току последњих година